# NGC 4004
NGC 4004 é uma galáxia  localizada na direcção da constelação de Leo. Possui uma declinação de +27° 52' 43" e uma ascensão recta de 11 horas, 58 minutos e 05,1 segundos.
A galáxia NGC 4004 foi descoberta em 11 de Abril de 1785 por William Herschel.